# Comportement animal
Le comportement animal est l'ensemble des activités de l'animal qui se manifeste à un observateur extérieur (par opposition à la physiologie qui s'intéresse aux mécanismes organiques ou intérieurs à l'organisme). La discipline scientifique qui étudie le comportement animal s'appelle l'éthologie. On appelle unité comportementale un comportement individualisable depuis son début jusqu'à la fin, et chaque unité comportementale peut ainsi être classée et étudiée par rapport aux autres. L'ensemble des unités comportementales d'une espèce s'appelle l'éthogramme. Dans le cadre des relations homme-animal, plusieurs métiers gèrent les problèmes comportementaux animaux par des consultations comportementales.

## Facettes du comportement animal
De manière classique, le comportement animal est subdivisé en plusieurs thèmes d'étude :
- les bases du comportement (neurobiologie, neurophysiologie…) ;
- les méthodes d'apprentissage, méthodes d'apprentissage chez les animaux ;
- la communication animale ;
- les comportements individuels ;
- les comportements sociaux[1] ;
- les comportements collectifs ;
- l'agression, l'agressivité et les comportements agonistiques ;
- les groupes sociaux, leur structure et leur organisation ;
- les comportements reproducteurs ;
- les équilibres prédateurs-proies.

Quatre questions fondamentales, dites « question de Tinbergen », sous-tendent l'étude des unités comportementales en éthologie :
- Quelles sont les causes immédiates du comportement ?
- Quelle est sa valeur de survie ?
- Comment s'est-il mis en place au cours de l'ontogenèse ?
- Comment s'est-il mis en place au cours de la phylogenèse ?

Elles ont été élaborées dans l'ouvrage de Nikolaas Tinbergen paru en 1963, en hommage à Konrad Lorenz, sous le titre On aims and methods in Ethology.

## Consultation comportementale
Les consultations comportementales sont des séances de travail entre un particulier propriétaire ou gardien d'un animal (principalement chien et chat mais encore cheval et autres...) et un professionnel du comportement animal. Cette définition couvre de larges champs d'activités à des degrés divers de spécialisation. Les consultations comportementales permettent d'évaluer si un comportement animal donné, par exemple la présence de périodes d'activité aléatoire frénétique, est problématique ou non, et à trouver des solutions lorsque nécessaire.

### Professionnels du comportement
- Les vétérinaires, par leur métier de soigneur, sont amenés à gérer l'animal avec son comportement. Suivant leur parcours professionnels, ils interviennent à différents degrés sur le comportement par diverses actions de la prévention (développement comportemental lors des premières consultations d'un jeune animal) à la prise en charge directe des problèmes comportementaux: la thérapie comportementale. Les volontaires sont habilités à réaliser l'évaluation comportementale : expertise obligatoire pour l'obtention du permis de détention des chiens de première et deuxième catégorie, ou encore évaluation des chiens ayant mordu sur demande du propriétaire ou de la mairie. Les vétérinaires comportementalistes sont des vétérinaires qui ont suivi une formation supplémentaire et sont spécialisés dans cette discipline. Une nouvelle dénomination tend à prendre le pas sur le terme vétérinaire comportementaliste : le zoo-psychiatre, seul professionnel à pouvoir utiliser des médicaments dans le traitement comportemental.
- Les comportementalistes sont des professionnels du comportement (principalement des animaux de compagnie) formés à l'éthologie. Ils corrigent les comportements problématiques en recadrant les relations maîtres-animaux dans le respect de leurs besoins éthologiques. Cette profession est désormais reconnue par l'État à travers le diplôme de Comportementaliste-médiateur pour Animaux de Compagnie délivré par la formation EAPAC.
- Les dresseurs sont des professionnels de l'apprentissage canin, ils apprennent au couple maître-chien différentes compétences depuis la marche en laisse jusqu'au pistage ou même le mordant(chien de défense). Ces apprentissages, bien que ne corrigeant pas les problèmes de comportement, sont parfois utiles au rétablissement d'une relation apaisée entre le propriétaire et l'animal. En effet, le fait d'avoir un chien plus obéissant aux ordres peut suffire à apaiser le maitre et à sortir d'une spirale d'énervement mutuel.
- Les moniteurs de différentes spécialités : équitation, équitation éthologique, moniteurs de chiens de traîneaux... sont des enseignants sportifs dans différentes disciplines.

### Discussion
Ces différents professionnels ont des points de vue différents des mêmes problèmes. Leurs approches sont complémentaires. Dans la plupart des cas, une collaboration des différentes parties est la meilleure des thérapies. Les problèmes comportementaux sont complexes et nécessitent autant une formation du maître que la prise en charge plus ou moins développée de l'animal. La plasticité du comportement du maître et de l'animal crée un système qui rend difficile une intervention ponctuelle. Plusieurs séances et un suivi sur plusieurs mois sont souvent nécessaires. Il arrive que ces thérapies débouchent sur un échec, entraînant abandon, dépôt en société protectrice des animaux ou euthanasie.